# Cycnia collaris
Cycnia collaris är en fjärilsart som beskrevs av Fitch 1857. Cycnia collaris ingår i släktet Cycnia och familjen björnspinnare. Inga underarter finns listade i Catalogue of Life.